# کوسه کلوچه‌بر جنوب چین
کوسه کلوچه‌بر جنوب چین (نام علمی: Isistius labialis) نام یک گونه از راسته خاردارکوسه‌سانان است.